# Etbaal III
Etbaal III o també Itto-Baal o Ethobaal (en llatí Ithobalus, en hebreu 'Ethbaal') va ser rei de Tir.
Flavi Josep indica que va regnar de l'any 591 aC al 573 aC, en un moment en què una part de Palestina i Sedecies, rei de Judà, es va rebel·lar contra l'Imperi Neobabilònic, cosa que va donar lloc a la primera caiguda de Jerusalem. Flavi Josep també diu que el rei Nabucodonosor II va assetjar Tir durant tretze anys, setge que probablement va començar l'any 585 aC i va durar fins al 573 aC. El setge de la ciutat, va ser profetitzat per Ezequiel.
És possible que Tir no formés part de la rebel·lió palestina de l'any 586 aC des dels seus inicis. S'han trobat indicis de què una flota egípcia era present davant del port de Tir, i potser haurien obligat a Etbaal a rebel·lar-se contra els babilonis.